# Podział administracyjny województwa łódzkiego
| Liczba jednostek administracyjnych |      |
| miasta na prawach powiatu          | 3    |
| powiaty                            | 21   |
| powiaty ogółem                     | 24   |
| gminy miejskie                     | 18   |
| gminy miejsko-wiejskie             | 42   |
| gminy wiejskie                     | 117  |
| gminy ogółem                       | 177  |
| miasta ogółem                      | 60   |
| tereny wiejskie                    | 159  |
| wsie                               | 4488 |

Województwo łódzkie znajduje się w centralnej Polsce i graniczy z województwami mazowieckim, świętokrzyskim, śląskim, opolskim, wielkopolskim, kujawsko-pomorskim. Zostało ono podzielone na 24 powiaty (w tym 3 miasta na prawach powiatu) i 177 gmin.

## Powiaty
gminy miejskie (tylko miasto) są oznaczone dwiema gwiazdkami (**),
gminy miejsko-wiejskie (miasto i gmina) są oznaczone jedną gwiazdką (*),
gminy wiejskie (tylko gmina) nie są oznaczone.
- miasta na prawach powiatu
  - miasta: Łódź**, Piotrków Trybunalski** i Skierniewice**.
- bełchatowski ⇒ Bełchatów
  - miasta: Bełchatów** i Zelów*.
  - gminy: Bełchatów, Drużbice, Kleszczów, Kluki, Rusiec, Szczerców i Zelów*.
- brzeziński ⇒ Brzeziny
  - miasto: Brzeziny** i Jeżów*
  - gminy: Brzeziny, Dmosin, Jeżów* i Rogów.
- kutnowski ⇒ Kutno
  - miasta: Dąbrowice*, Krośniewice*, Kutno** i Żychlin*.
  - gminy: Bedlno, Dąbrowice*, Krośniewice*, Krzyżanów, Kutno, Łanięta, Nowe Ostrowy, Oporów, Strzelce i Żychlin*.
- łaski ⇒ Łask
  - miasto: Łask*.
  - gminy: Buczek, Łask*, Sędziejowice, Widawa i Wodzierady.
- łęczycki ⇒ Łęczyca
  - miasta: Grabów*, Łęczyca** i Piątek*.
  - gminy: Daszyna, Góra Świętej Małgorzaty, Grabów*, Łęczyca, Piątek*, Świnice Warckie i Witonia.
- łowicki ⇒ Łowicz
  - miasto: Łowicz** i Kiernozia*.
  - gminy: Bielawy, Chąśno, Domaniewice, Kiernozia*, Kocierzew Południowy, Łowicz, Łyszkowice, Nieborów i Zduny.
- łódzki wschodni ⇒ Łódź
  - miasta: Koluszki*, Rzgów* i Tuszyn*.
  - gminy: Andrespol, Brójce, Koluszki*, Łódź-Nowosolna, Rzgów* i Tuszyn*.
- opoczyński ⇒ Opoczno
  - miasta: Białaczów*, Drzewica*, Opoczno* i Żarnów*.
  - gminy: Białaczów*, Drzewica*, Mniszków, Opoczno*, Paradyż, Poświętne, Sławno i Żarnów*.
- pabianicki ⇒ Pabianice
  - miasta: Konstantynów Łódzki**, Lutomiersk* i Pabianice**.
  - gminy: Dłutów, Dobroń, Ksawerów, Lutomiersk* i Pabianice.
- pajęczański ⇒ Pajęczno
  - miasta: Działoszyn* i Pajęczno*.
  - gminy: Działoszyn*, Kiełczygłów, Nowa Brzeźnica, Pajęczno*, Rząśnia, Siemkowice, Strzelce Wielkie i Sulmierzyce.
- piotrkowski ⇒ Piotrków Trybunalski
  - miasta: Rozprza*, Sulejów* i Wolbórz*.
  - gminy: Aleksandrów, Czarnocin, Gorzkowice, Grabica, Łęki Szlacheckie, Moszczenica, Ręczno, Rozprza*, Sulejów*, Wola Krzysztoporska i Wolbórz*.
- poddębicki ⇒ Poddębice
  - miasta: Poddębice* i Uniejów*.
  - gminy: Dalików, Poddębice*, Pęczniew, Uniejów*, Wartkowice i Zadzim.
- radomszczański ⇒ Radomsko
  - miasta: Kamieńsk*, Przedbórz* i Radomsko**.
  - gminy: Dobryszyce, Gidle, Gomunice, Kamieńsk*, Kobiele Wielkie, Kodrąb, Lgota Wielka, Ładzice, Masłowice, Przedbórz*, Radomsko, Wielgomłyny i Żytno.
- rawski ⇒ Rawa Mazowiecka
  - miasta: Biała Rawska* i Rawa Mazowiecka**.
  - gminy: Biała Rawska*, Cielądz, Rawa Mazowiecka, Regnów i Sadkowice.
- sieradzki ⇒ Sieradz
  - miasta: Błaszki*, Sieradz**, Warta* i Złoczew*.
  - gminy: Błaszki*, Brąszewice, Brzeźnio, Burzenin, Goszczanów, Klonowa, Sieradz, Warta*, Wróblew i Złoczew*.
- skierniewicki ⇒ Skierniewice
  - miasto: Bolimów*
  - gminy: Bolimów*, Głuchów, Godzianów, Kowiesy, Lipce Reymontowskie, Maków, Nowy Kawęczyn, Skierniewice i Słupia.
- tomaszowski ⇒ Tomaszów Mazowiecki
  - miasta: Inowłódz*, Tomaszów Mazowiecki** i Ujazd*
  - gminy: Będków, Budziszewice, Czerniewice, Inowłódz*, Lubochnia, Rokiciny (s. Rokiciny Kolonia), Rzeczyca, Tomaszów Mazowiecki, Ujazd* i Żelechlinek.
- wieluński ⇒ Wieluń
  - miasta: Osjaków* i Wieluń*.
  - gminy: Biała (s. Biała II), Czarnożyły, Konopnica, Mokrsko, Osjaków*, Ostrówek, Pątnów, Skomlin, Wieluń* i Wierzchlas.
- wieruszowski ⇒ Wieruszów
  - miasto: Bolesławiec*, Lututów* i Wieruszów*.
  - gminy: Bolesławiec*, Czastary, Galewice, Lututów*, Łubnice, Sokolniki i Wieruszów*.
- zduńskowolski ⇒ Zduńska Wola
  - miasta: Szadek* i Zduńska Wola**.
  - gminy: Szadek*, Zapolice i Zduńska Wola.
- zgierski ⇒ Zgierz
  - miasta: Aleksandrów Łódzki*, Głowno**, Ozorków**, Parzęczew*, Stryków* i Zgierz**.
  - gminy: Aleksandrów Łódzki*, Głowno, Ozorków, Parzęczew*, Stryków* i Zgierz.

## Zmiany od 1 I 1999 r.
- nowe powiaty
  - (1 I 2002): brzeziński (s. Brzeziny) z gmin pow. łódzkiego wschodniego
- prawa miejskie
  - (1 I 2006): Rzgów (pow. łódzki wschodni)
  - (1 I 2011): Wolbórz (pow. piotrkowski)
  - (1 I 2020): Lututów (pow. wieruszowski), Piątek (pow. łęczycki)
  - (1 I 2022)[4]: Bolimów (pow. skierniewicki), Lutomiersk (pow. pabianicki)
  - (1 I 2023)[5]: Dąbrowice (pow. kutnowski), Jeżów (pow. brzeziński), Rozprza (pow. piotrkowski), Ujazd (pow. tomaszowski)
  - (1 I 2024): Białaczów (pow. opoczyński), Bolesławiec (pow. wieruszowski), Grabów (pow. łęczycki), Inowłódz (pow. tomaszowski), Kiernozia (pow. łowicki), Osjaków (pow. wieluński), Parzęczew (pow. zgierski), Żarnów (pow. opoczyński)
- zmiany granic, legenda (województwa/powiaty/miasta/gminy po lewej zyskały część terytorium, województwa/powiaty/miasta/gminy po prawej straciły część terytorium)
  - granice powiatów
    - (1 I 2000): pow. piotrkowski (gm. Moszczenica) <> pow.gr. Piotrków Trybunalski (m. Piotrków Trybunalski)
    - (1 I 2012): pow.gr. Skierniewice <> pow. skierniewicki (gm. Maków)

  - granice miast i gmin
    - (1 I 2005): (pow. opoczyński) m. Opoczno <> gm. Opoczno
    - (1 I 2006): (pow. łódzki wschodni) m. Koluszki <> gm. Koluszki
    - (1 I 2010): (pow. rawski) m. Rawa Mazowiecka <> gm. Rawa Mazowiecka
    - (1 I 2011): (pow. kutnowski) m. Krośniewice <> gm. Krośniewice
    - (1 I 2011): (pow. łódzki wschodni) m. Rzgów <> gm. Rzgów
    - (1 I 2012): (pow. łaski) m. Łask <> gm. Łask
    - (1 I 2022) (pow. bełchatowski) gm. Bełchatów <> gm. Kleszczów

  - granice miejscowości gminnych i gmin
    - (1 I 2007): (pow. wieruszowski) Lututów <> gm. Lututów
- siedziby i nazwy miast i gmin
  - (30 XII 1999): (pow. łowicki) gm. Chąśno (s. Chąśno II) > gm. Chąśno (s. Chąśno)
  - (30 XII 1999): (pow. wieluński) gm. Biała (s. Biała II) > gm. Biała (s. Biała)
  - (1 I 2018): (pow. wieluński) gm. Biała (s. Biała) > gm. Biała (s. Biała Druga)